# Baranowice (gromada)
Baranowice – dawna gromada.
Gromadę Baranowice z siedzibą GRN w Baranowicach (obecnie w granicach Żor) utworzono w powiecie rybnickim w woj. stalinogrodzkim, na mocy uchwały nr 22/54 WRN w Stalinogrodzie z dnia 5 października 1954. W skład jednostki weszły obszary dotychczasowych gromad Baranowice, Kleszczów i Osiny ze zniesionej gminy Żory w tymże powiecie. Dla gromady ustalono 21 członków gromadzkiej rady narodowej.
Gromada przetrwała do końca 1972 roku, czyli do kolejnej reformy gminnej. 1 stycznia 1973 w powiecie rybnickim utworzono gminę Baranowice.